# The Hawk
Pour plus de détails, voir Fiche technique et Distribution.
The Hawk est un film américain réalisé par Edward Dmytryk, sorti en 1935. Il s'agit du premier film du réalisateur.

## Synopsis
À la mort de sa mère, Jay Price apprend sa véritable identité et obtient un ranch. Là-bas, il aura l'aide d'un héros masqué contre des trafiquants.

## Fiche technique
- Titre : The Hawk
- Réalisation : Edward Dmytryk
- Scénario : Griffin Jay, d'après un roman de James Oliver Curwood
- Photographie : Roland Price
- Montage : Edward Dmytryk
- Pays d'origine : États-Unis
- Genre : western
- Date de sortie : 1935

## Distribution
- Bruce Lane : Jack King alias Jay Price
- Betty Jordan : Betty Thomas
- Dickie Jones : Dickie Thomas
- Lafe McKee : Jim King